# Vưu Khê
Vưu Khê (tiếng Trung: 尤溪县, Hán Việt: Vưu Khê huyện) Là một huyện của thành phố Tam Minh (三明市), tỉnh Phúc Kiến, Cộng hòa Nhân dân Trung Hoa. Huyện này có diện tích 3425 km2, dân số 420.000 người, mã số bưu chính 365100. Huyện lỵ Vưu Khê đóng tại trấn Thành Quan. Huyện Vưu Khê được chia thành 8 trấn, 7 hương.